# Amblyoponinae
Amblyoponinae é uma subfamília de formigas no grupo das subfamílias poneromorfas contendo 13 gêneros existentes e um gênero extinto. As formigas nesta subfamília são principalmente predadoras subterrâneas especializadas. Trabalhadores adultos perfuram o tegumento de suas larvas para absorver a hemolinfa, ganhando o nome comum de Formiga Drácula.

## Sistemática
A subfamília era anteriormente considerada uma tribo dentro de Ponerinae, mas foi elevada à sua própria subfamília em 2003, quando Barry Bolton dividiu Ponerinae em seis subfamílias.
- Amblyoponinae Forel, 1893
  - Amblyoponini Forel, 1893
    - Adetomyrma Ward, 1994
    - Amblyopone Erichson, 1842
    - †Casaleia Pagliano & Scaramozzino, 1990
    - Fulakora Mann, 1919
    - Myopopone Roger, 1861
    - Mystrium Roger, 1862
    - Onychomyrmex Emery, 1895
    - Prionopelta Mayr, 1866
    - Stigmatomma Roger, 1859
    - Xymmer Santschi, 1914